# 下川西村
下川西村（しもかわにしむら）は、かつて新潟県古志郡にあった村。

## 沿革
- 1901年（明治34年）11月1日 - 古志郡芹川村、川李村が合併し、下川西村が発足。
- 1954年（昭和29年）11月1日 - 長岡市に編入され消滅。